# James C. Scott
James C. Scott (Mount Holly Township, 2 de dezembro de 1936 – 19 de julho de 2024) foi um cientista político americano e antropólogo especializado em política comparada. Ele foi um estudioso comparativo de sociedades agrárias e não estatais, política subalterna e anarquismo. Sua pesquisa principal se concentrou em camponeses do Sudeste Asiático e suas estratégias de resistência a várias formas de dominação. O New York Times descreveu sua pesquisa como "altamente influente e idiossincrática".
Scott recebeu seu diploma de bacharel pelo Williams College e seu mestrado e doutorado em ciência política pela Yale. Ele ensinou na Universidade de Wisconsin-Madison até 1976 e depois em Yale, onde foi Sterling Professor of Political Science. Desde 1991 dirige o Programa de Estudos Agrários de Yale. Ele morava em Durham, Connecticut, onde uma vez criou ovelhas.

## Principais obras
O trabalho de James Scott se concentra nas maneiras pelas quais as pessoas subalternas resistem à dominação.

### A Economia Moral do Camponês
Durante a Guerra do Vietnã, Scott se interessou pelo Vietnã e escreveu The Moral Economy of the Peasant: Rebellion and Subsistence in Southeast Asia (1976) sobre as formas como os camponeses resistiram à autoridade. Seu principal argumento é que os camponeses preferem as relações patrono-cliente da "economia moral", na qual os camponeses mais ricos protegem os mais fracos. Quando essas formas tradicionais de solidariedade se desfazem devido à introdução das forças do mercado, é provável que haja rebelião (ou revolução). Samuel Popkin, em seu livro The Rational Peasant (1979), tentou refutar esse argumento, mostrando que os camponeses também são atores racionais que preferem o livre mercado à exploração pelas elites locais. Scott e Popkin representam, portanto, duas posições radicalmente diferentes no debate formalista-substantivista na antropologia política.

### Armas dos fracos
Em Armas dos Fracos: Formas Cotidianas de Resistência Camponesa (1985), Scott expandiu suas teorias para camponeses em outras partes do mundo. As teorias de Scott são frequentemente contrastadas com as ideias gramscianas sobre a hegemonia. Contra Gramsci, Scott argumenta que a resistência cotidiana dos subalternos mostra que eles não consentiram com a dominação.

### Vendo como um estado
Scott argumenta que, para que os esquemas de melhoria da condição humana tenham sucesso, eles devem levar em conta as condições locais, e que as ideologias altamente modernistas do século 20 impediram isso. Ele destaca fazendas coletivas na União Soviética, a construção de Brasília e técnicas florestais prussianas como exemplos de esquemas fracassados.

### Contra o grão
Publicado em agosto de 2017, Against the Grain: A Deep History of the Earliest States é um relato de novas evidências para os primórdios das primeiras civilizações que contradizem a narrativa padrão. Scott explora por que a humanidade evitou o sedentarismo e a agricultura de arado; as vantagens da subsistência móvel; as epidemias imprevisíveis decorrentes da aglomeração de plantas, animais e grãos; e por que todos os primeiros estados são baseados em milhetos, grãos de cereais e trabalho não-livre. Ele também discute os “bárbaros” que por muito tempo fugiram do controle estatal, como uma forma de entender a tensão contínua entre estados e povos não sujeitos.

## Prêmios e bolsas
Scott foi membro da Academia Americana de Artes e Ciências e recebeu bolsas de residência no Centro de Estudos Avançados em Ciências Comportamentais, no Instituto de Estudos Avançados e no Programa de Ciência, Tecnologia e Sociedade do MIT. Também recebeu bolsas de pesquisa da National Science Foundation, da National Endowment for the Humanities e da Fundação Guggenheim, e foi presidente da Association for Asian Studies em 1997. Em 2020 foi eleito para a American Philosophical Society.

## Publicações selecionadas
(Nota: exclui volumes editados.)
- Against the Grain: A Deep History of the Earliest States. 2017
- Decoding Subaltern Politics: Ideology, Disguise, and Resistance in Agrarian Politics. Routledge, 2012 (Critical Asian scholarship; 8) ISBN 978-0-415-53975-3
- Two Cheers for Anarchism: Six Easy Pieces on Autonomy, Dignity, and Meaningful Work and Play. Princeton University Press, 2012 ISBN 978-0-691-15529-6
- The Art of Not Being Governed: An Anarchist History of Upland Southeast Asia. Yale University Press, 2009 ISBN 978-0-300-15228-9
- Seeing Like a State: How Certain Schemes to Improve the Human Condition Have Failed. Yale University Press, 1998 ISBN 978-0-300-07016-3
- Domination and the Arts of Resistance: Hidden Transcripts. Yale University Press, 1990 ISBN 978-0-300-04705-9
- Weapons of the Weak: Everyday Forms of Peasant Resistance. Yale University Press, 1985 ISBN 978-0-300-03336-6
- The Moral Economy of the Peasant: Rebellion and Subsistence in Southeast Asia. Yale University Press, 1979 ISBN 978-0-300-01862-2
- Comparative Political Corruption. Prentice-Hall, 1972 ISBN 978-0-13-179036-0